# Frýdlantské vévodství
Frýdlantské vévodství (německy Herzogtum Friedland) bylo vévodství v severních a východních Čechách. Vzniklo jako Frýdlantské knížectví (německy Fürstentum Friedland) roku 1624, ale v souvislosti nabytím titulu vévody jeho knížete Albrechta z Valdštejna bylo v roce 1627 povýšeno na vévodství. Zaniklo roku 1634 se smrtí svého jediného panovníka Albrechta z Valdštejna.

## Historie

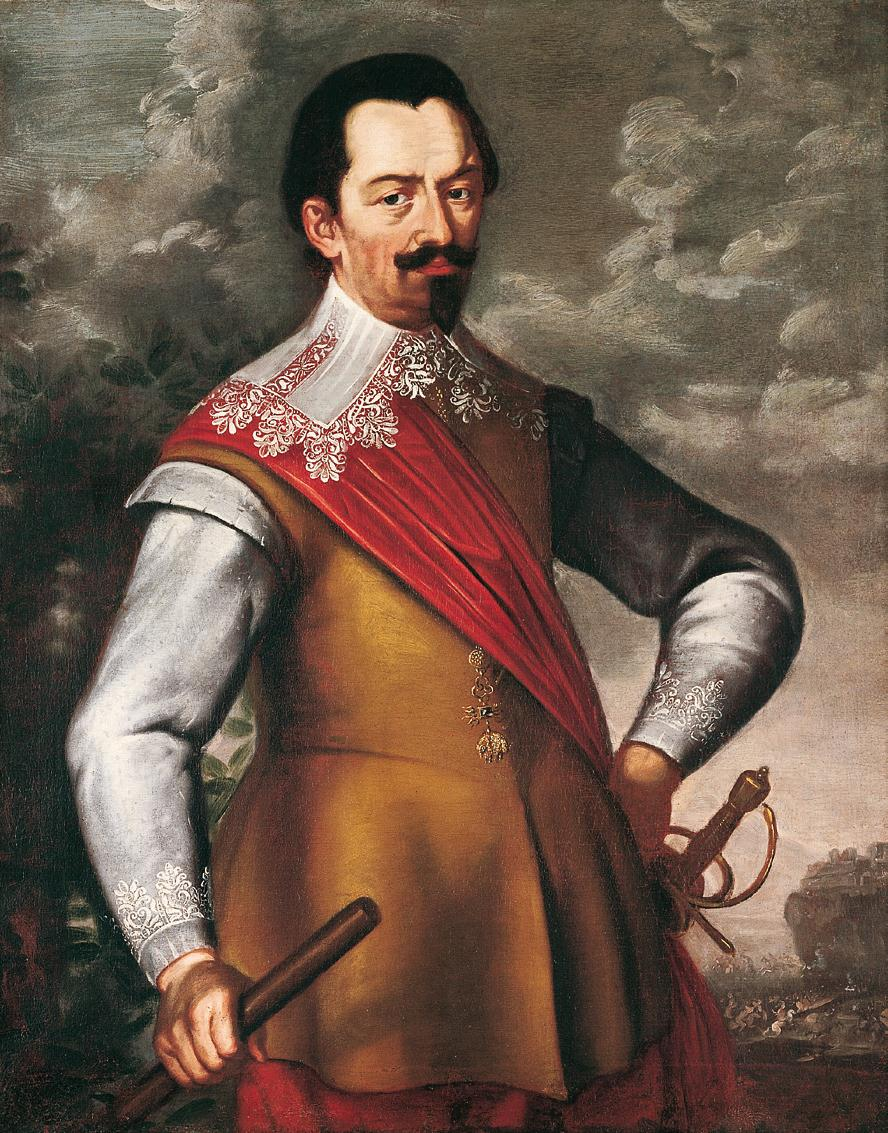
Generalissimus Albrecht z Valdštejna, první i poslední panovník vévodství

Vznik knížectví a později vévodství byl geneticky spojen s růstem moci Albrechta z Valdštejna. V souvislosti s tím, jak vzrůstala Valdštejnova moc, získával generalissimus postupně rozsáhlé majetkové držby.
V srpnu 1622 byl Valdštejn císařem povýšen na falckraběte a říšského hraběte. Jeho šlechtickým predikátem se stal přídomek „z Frýdlantu“ podle Frýdlantu v severních Čechách, který Valdštejn získal s celým frýdlantským panstvím v roce 1621. Dne 7. září 1623 byl Albrecht povýšen do stavu říšských knížat. Jeho panství ve východních Čechách v té době čítala 49 položek. Následující rok (1624) jich bylo již 64 a císař Ferdinand II. z nich 12. března 1624 učinil sloučené Frýdlantské knížectví. Skutečnost, že Valdštejn získal vévodský titul, se projevila i ve změně stavu jeho majetkových držeb a Knížectví frýdlantské se 4. ledna 1627 stalo Vévodstvím frýdlantským.

### Stát ve státě
Tato skutečnost znamenala v podstatě vytvoření státu ve státě kdy jeho území bylo vyňato z Desk zemských Království českého) a zbaveno daňových povinnosti vůči českému králi. Zároveň na území vévodství platil vlastní právní systém. To se odrazilo například v rozsáhlé přestavbě města Jičína, které se stalo metropolí nově povýšeného hrabství. Valdštejn usiloval o zřízení vlastního biskupství, univerzity a také lokálního sněmu.
Císařské privilegium z roku 1623 umožnilo Frýdlantskému knížectví mít vlastní právní řád (mimo jiné se započalo s tvorbou zemského zřízení) a majestátem z roku 1627 bylo zavedeno samostatné soudnictví.
Albrecht z Valdštejna dostal rovněž od císaře Ferdinanda II. právo vydávat erbovní listy a legitimační privilegia, když mu císař udělil palatinát. Erbovní listy vydávala dvorská kancelář frýdlantského panství pro zasloužilé osoby z Albrechtova okolí, důstojníky císařské armády a úředníky vévodských úřadů. Povýšení do šlechtického stavu se takto dostalo třeba kancléři Štěpánovi Ilgenu z llgenau, zkušenému právníku pocházejícímu z Lipska důstojníku Jiřímu Discan z Carlstattu, důstojníkovi jízdy Janu Gantinovi či hejtmanovi libereckého panství Jáchymu Jungovi. 
Od roku 1628 měl také právo razit minci, jmenovat šlechtice a povyšovat obce na města. Plán založit univerzitu připravoval Valdštejn pozváním jezuitů do Jičína, kteří zde založili kolej. Přípravu zřízení biskupství v Jičíně zase Valdštejn zajistil výstavbou mohutného (a nikdy nedobudovaného) raně barokního kostela, který dodnes funguje jako hlavní městský kostel svatého Jakuba Staršího. Vedle něj na náměstí stojí i Albrechtem z Valdštejna zbudovaný vévodský palác.
Samo město získalo zvětšením téměř dvojnásobnou velikost. V jeho okolí pak vznikla rozsáhlá síť alejí, jejíž nejvýznamnější a dochovanou částí je alej k tzv. Valdštejnské lodžii s rozsáhlým parkem, jehož pozůstatkem je tzv. Libosad, a která původně vedla až k nedalekému klášter kartuziánů ve Valdicích, v jehož kostele byla umístěna rodová hrobka Valdštejnů. Na přestavbě a budování Jičína se podíleli významní architekti té doby, Italové Giovanni Battista Pieroni a Nicolò Sebregondi.
Znakem Frýdlantského vévodství se stala korunovaná zlatá orlice se zlatou zbrojí na červeném poli.

## Galerie

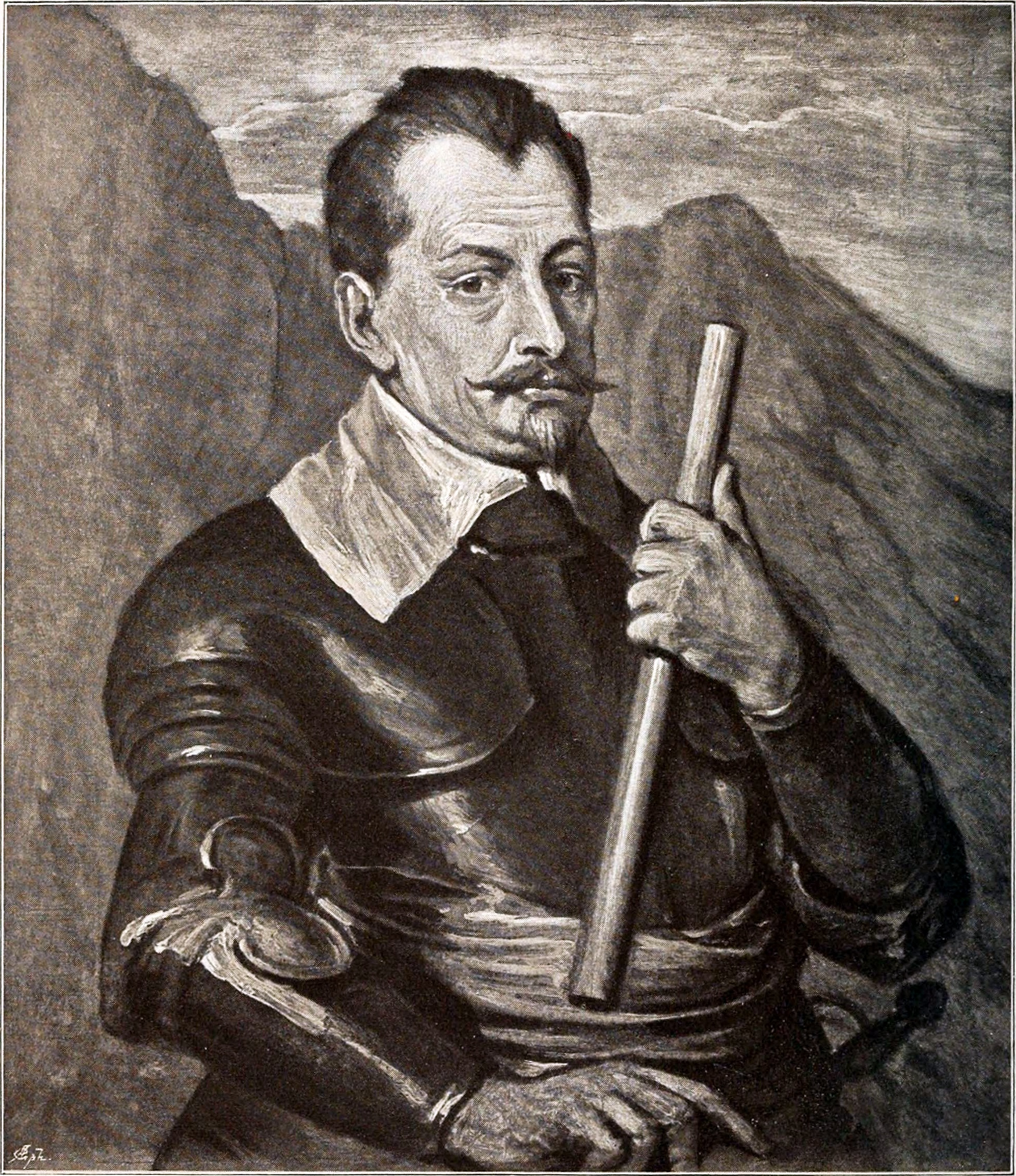
Albrecht z Valdštejna, malba od Anthonia van Dyck
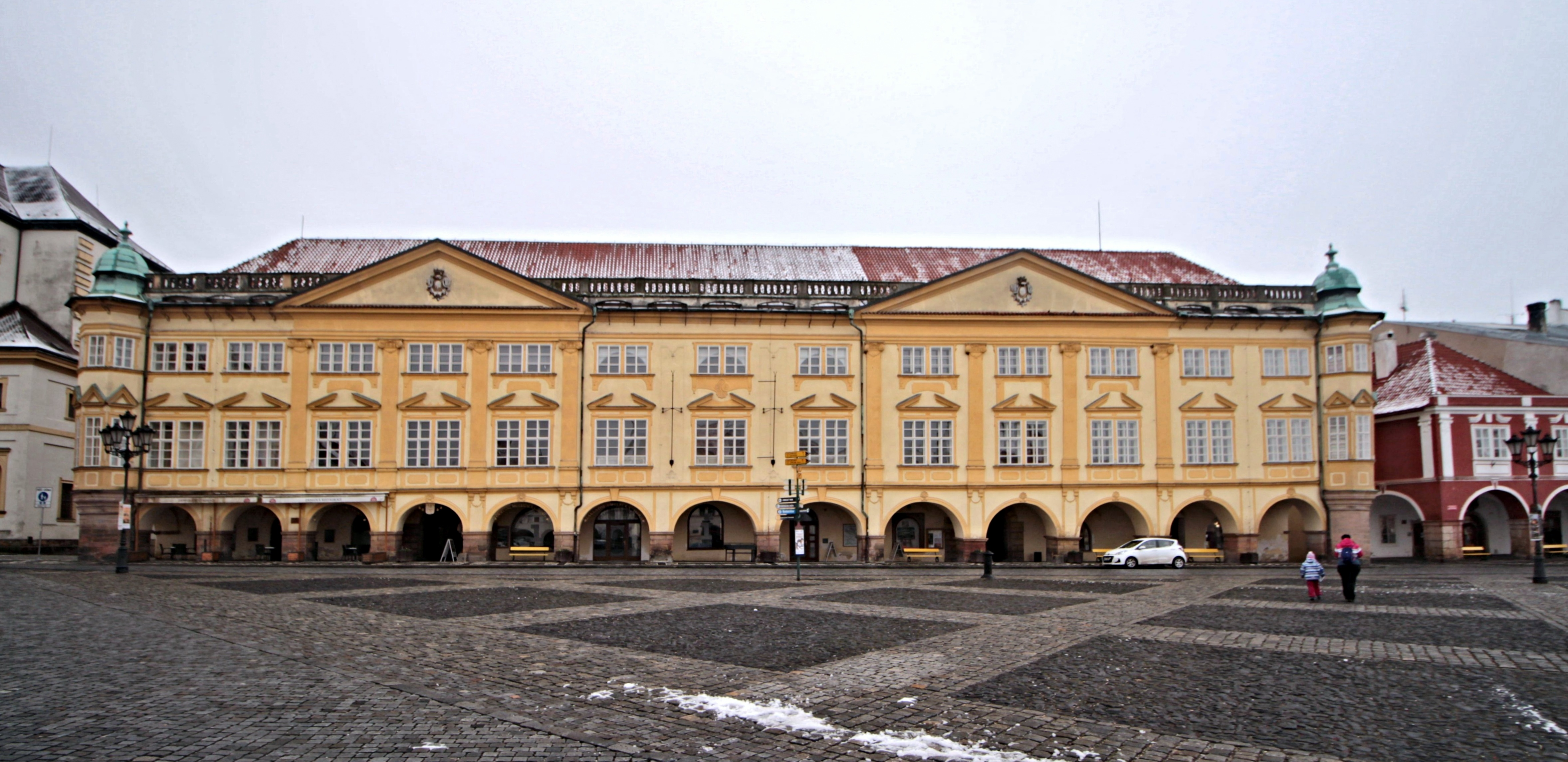
Jičínský zámek – palác Albrechta z Valdštejna, který se měl stát hlavním sídlem panovníka vévodství.
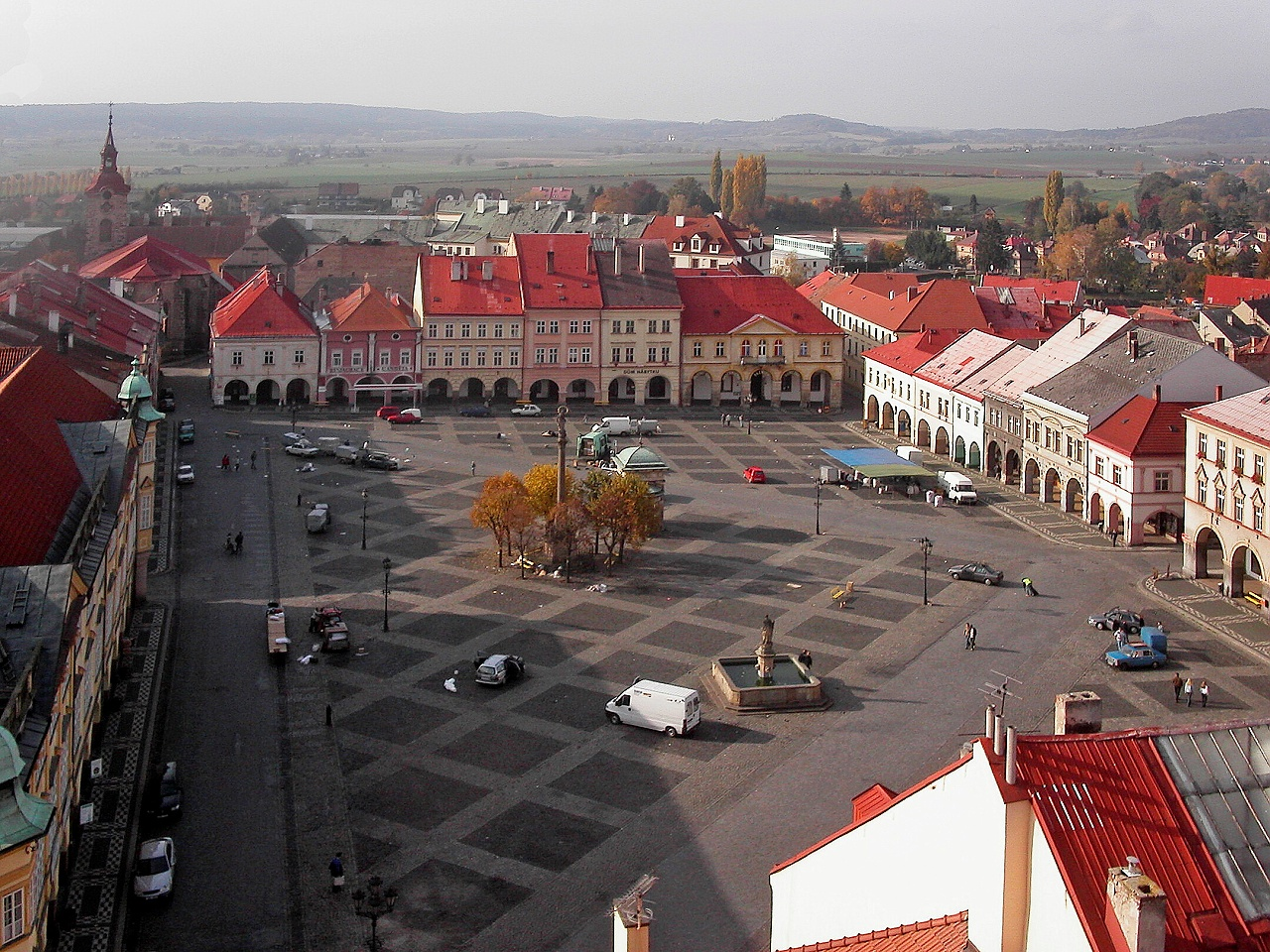
Valdštejnovo náměstí v Jičíně, hlavním městě vévodství
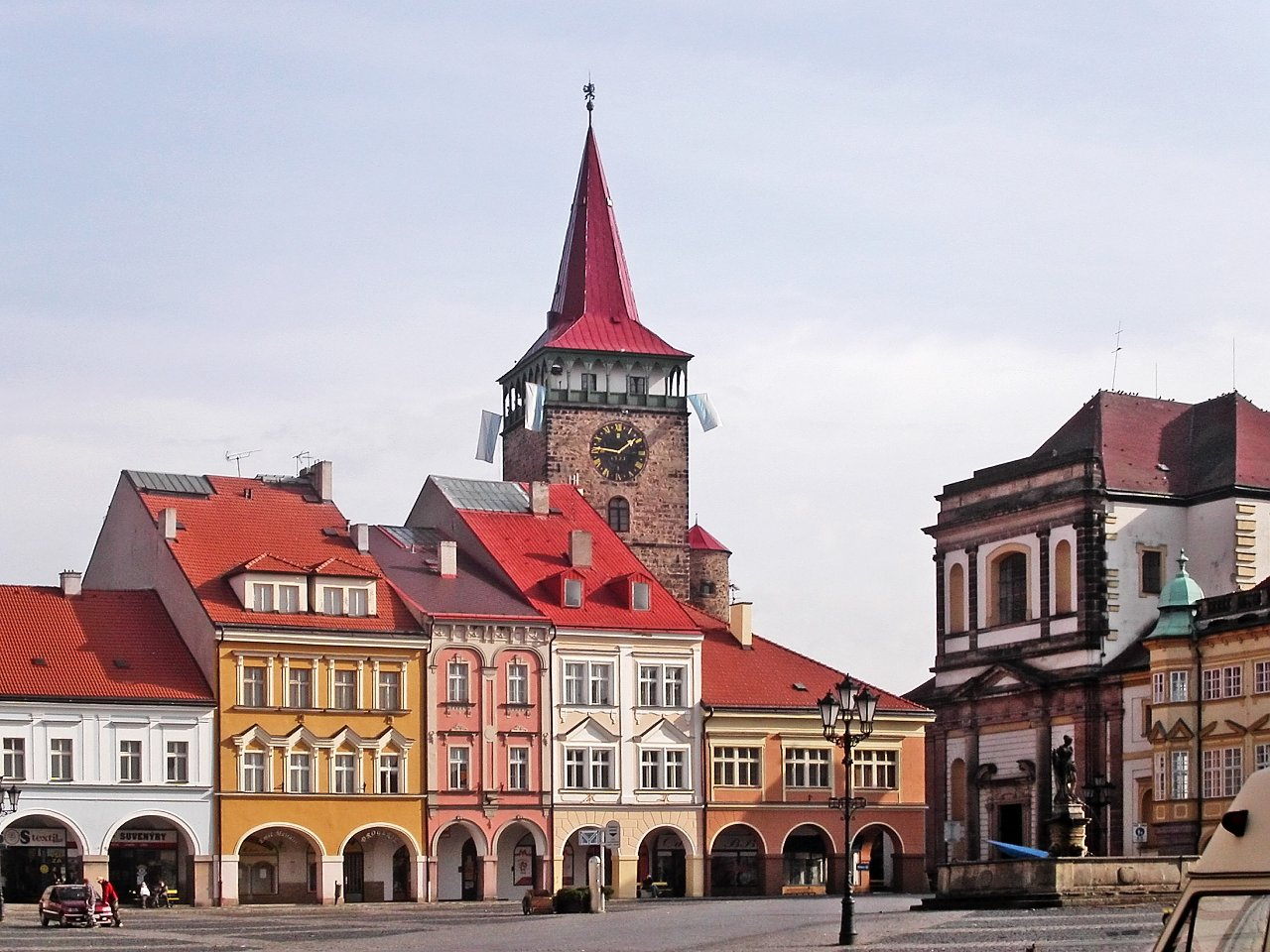
Valdštejnovo náměstí – vpravo ne zcela dostavěný biskupský kostel sv. Jakuba a zcela vpravo část průčelí později přestavěného vévodského paláce
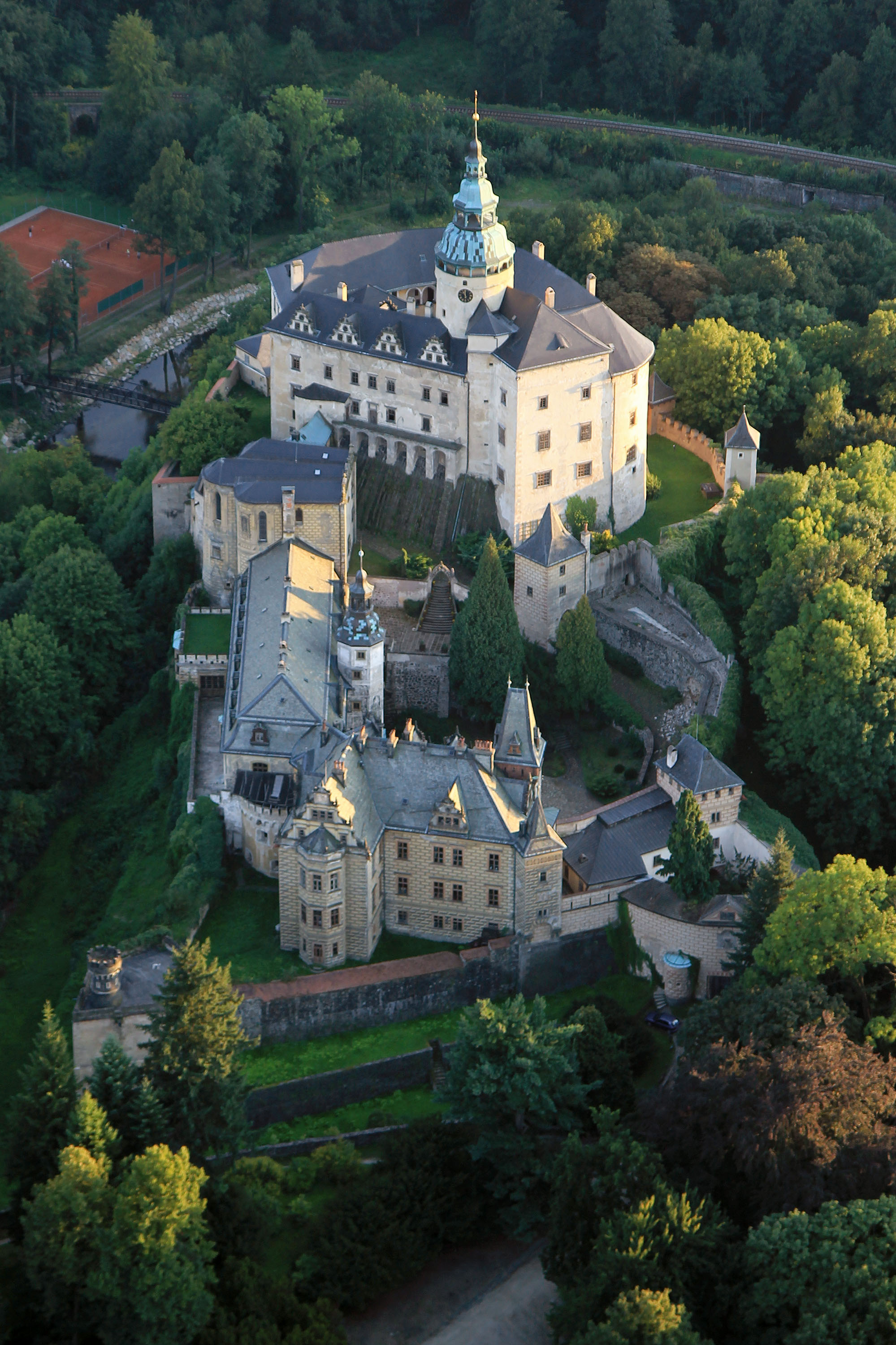
Hrad a zámek Frýdlant
Rodový erb Valdštejnů
Valdštejnův velký erb vévody frýdlantského, meklenburského, zaháňského a hlohovského atd. s Řádem Zlatého rouna